# António Mendonça
António Manuel Viana Mendonça (Luanda, 1982. október 9. –) angolai válogatott labdarúgó.

## Pályafutása

### Klubcsapatban
Luandában született. 1999-ben az 1º Agosto csapatában kezdte a pályafutását. Portugáliában játszott a Varzim (2000–07), a Chaves (2003), a Belenenses (2007–08) és az Estrela da Amadora (2008) együttesében. 2009-ben az Interclube Luanda, 2010 és 2012 között az 1º Agosto játékosa volt. Szerepelt még a Santos Angola és a Bravos do Maquis csapatában is.

### A válogatottban
1999 és 2009 között 54 mérkőzésen szerepelt az angolai válogatottban és 6 gólt szerzett. Részt vett a 2006-os és a 2008-as afrikai nemzetek kupáján, valamint a 2006-os világbajnokságon.